# Il re dei barbari
Il re dei barbari (Sign of the Pagan) è un film del 1954 diretto da Douglas Sirk.

## Trama
Il film racconta la storia del centurione romano Marciano che dopo essere stato catturato dai barbari riesce a fuggire e a riparare a Bisanzio dove si innamora di Pulcheria, sorella dell'imperatore Teodosio. Divenuto generale affronta e sconfigge gli Unni in battaglia.

## Riprese
Il film venne girato in California: negli studi Universal City e, per gli esterni, nella Valle della Morte e all'Iverson Ranch di Chatsworth.